# BMW F44
BMW F44 ist die werksinterne Bezeichnung für die als BMW 2er Gran Coupé vermarktete Limousine der BMW-2er-Reihe. Das Fahrzeug basiert auf dem BMW F40 der 1er-Reihe.

## Modellgeschichte
Nachdem über die Hälfte der Kunden des 2013 eingeführten Mercedes-Benz CLA zuvor keinen Mercedes-Benz hatten und das Fahrzeug der ersten Generation weltweit über 750.000-mal verkauft wurde, präsentierte BMW am 16. Oktober 2019 mit dem 2er Gran Coupé ein ähnliches Modell. Öffentlichkeitspremiere hatte das als viertüriges Coupé bezeichnete Modell auf der LA Auto Show im November 2019. Marktstart war im März 2020. Da der BMW 1er nicht auf dem nordamerikanischen Markt verkauft wird, ist das 2er Gran Coupé dort das neue Einstiegsmodell.
In China und Mexiko bot BMW mit dem F52 eine Limousine der 1er-Reihe an, die mit 4,46 Metern etwas kürzer ausfällt und in China gebaut wurde. Die Produktion des F44 erfolgte ausschließlich im BMW-Werk Leipzig.
Mit dem F74 präsentierte BMW am 16. Oktober 2024 ein umfangreich überarbeitetes Fahrzeug als Nachfolgemodell. Die Markteinführung war im März 2025.

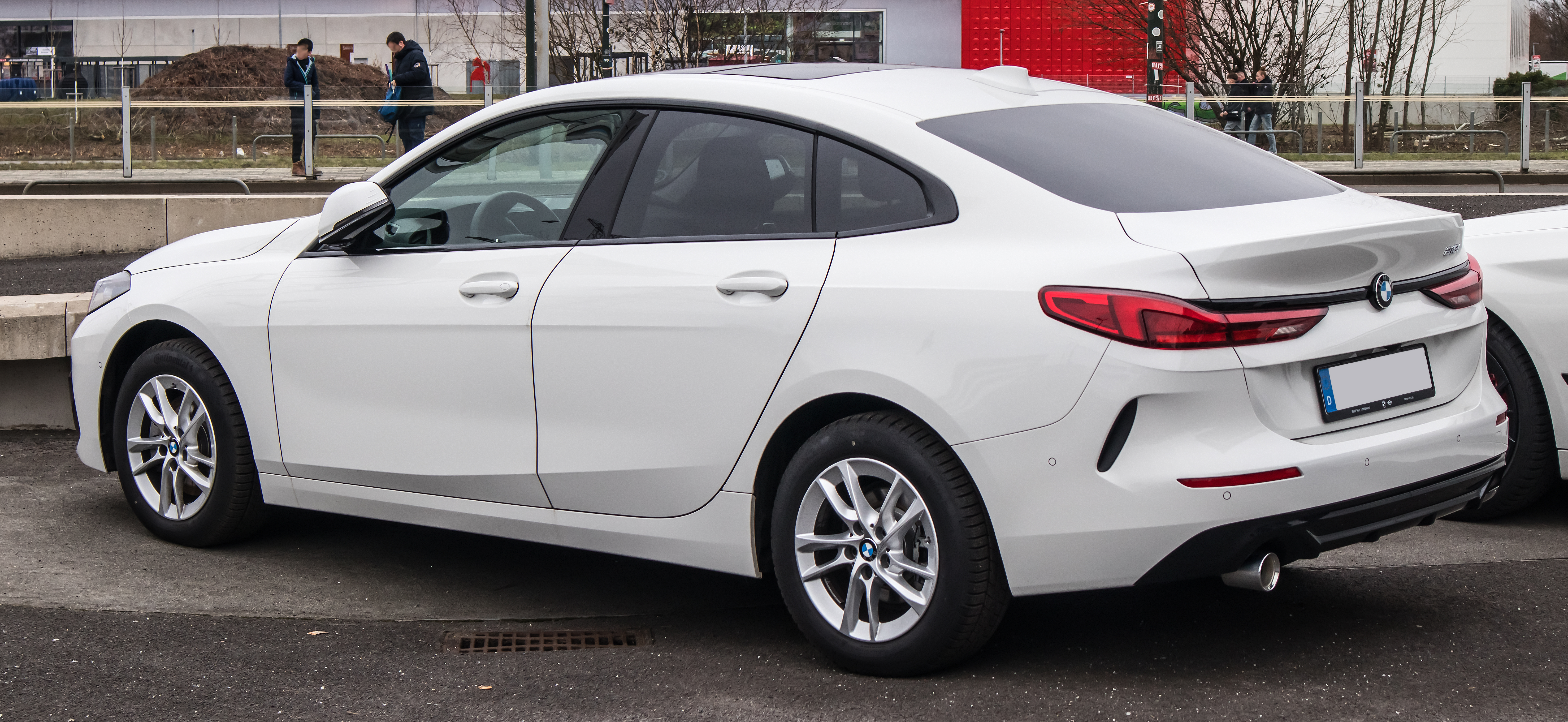
Heckseitenansicht
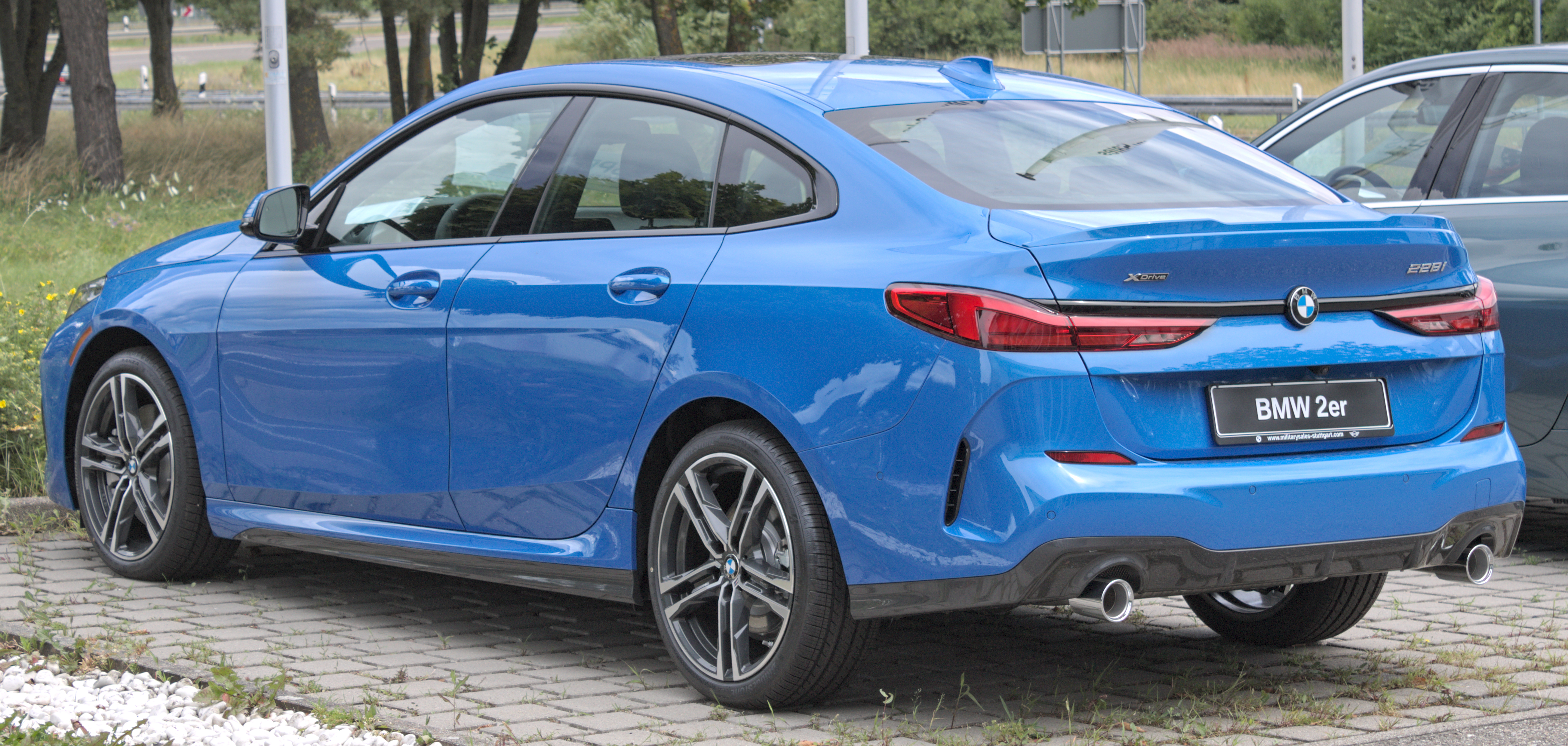
2er Gran Coupé M Sport
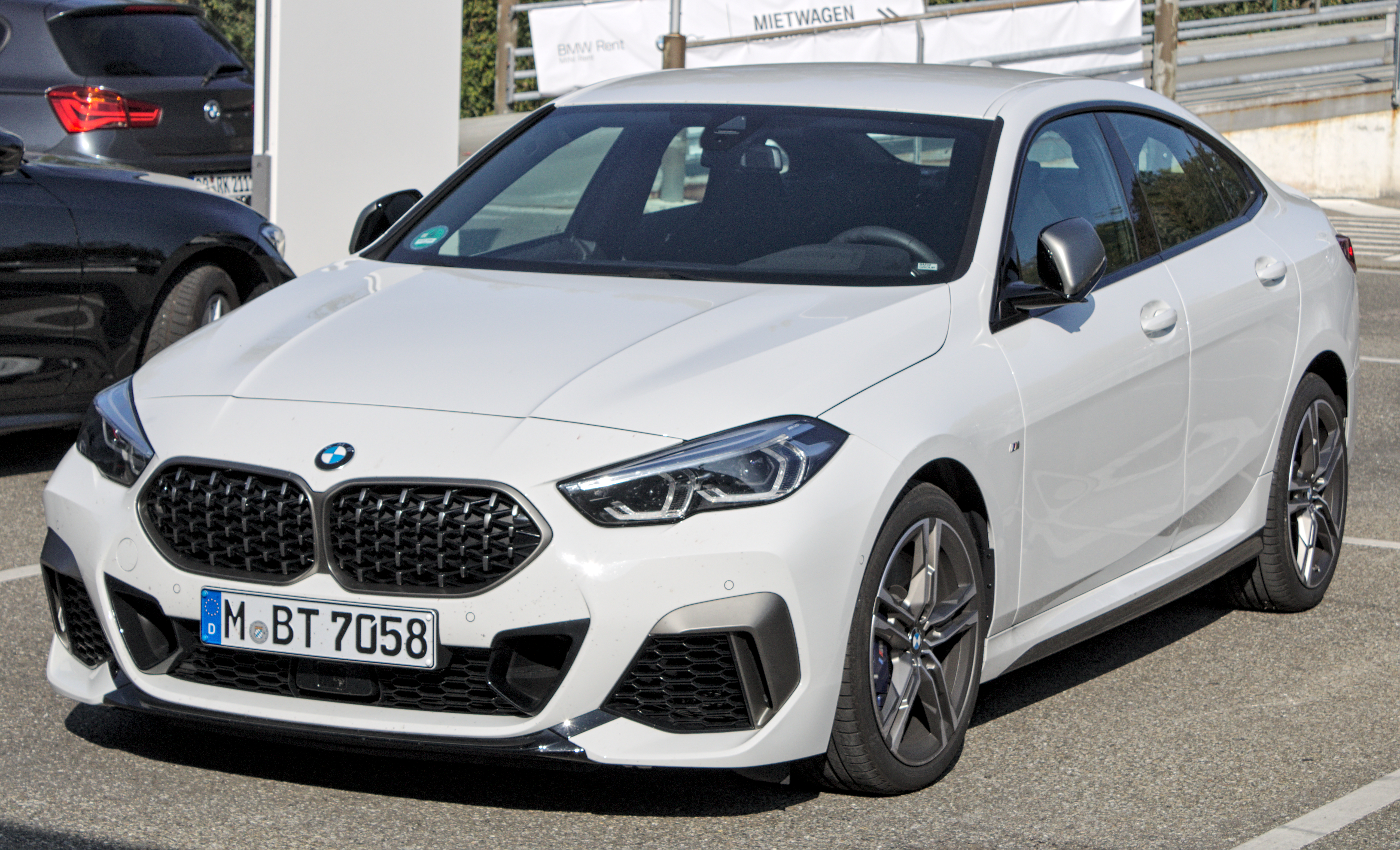
M235i Gran Coupé
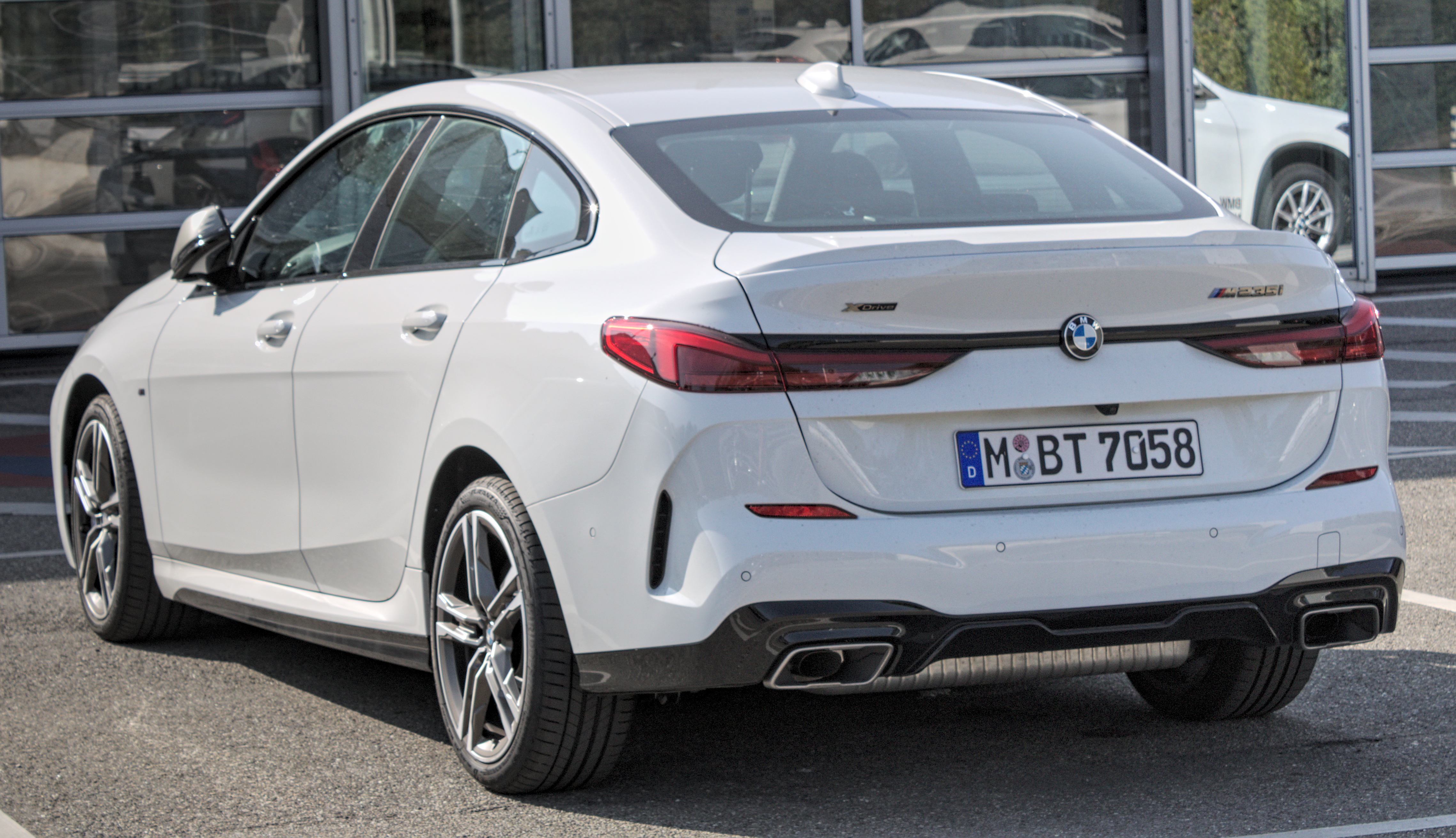
Heckansicht
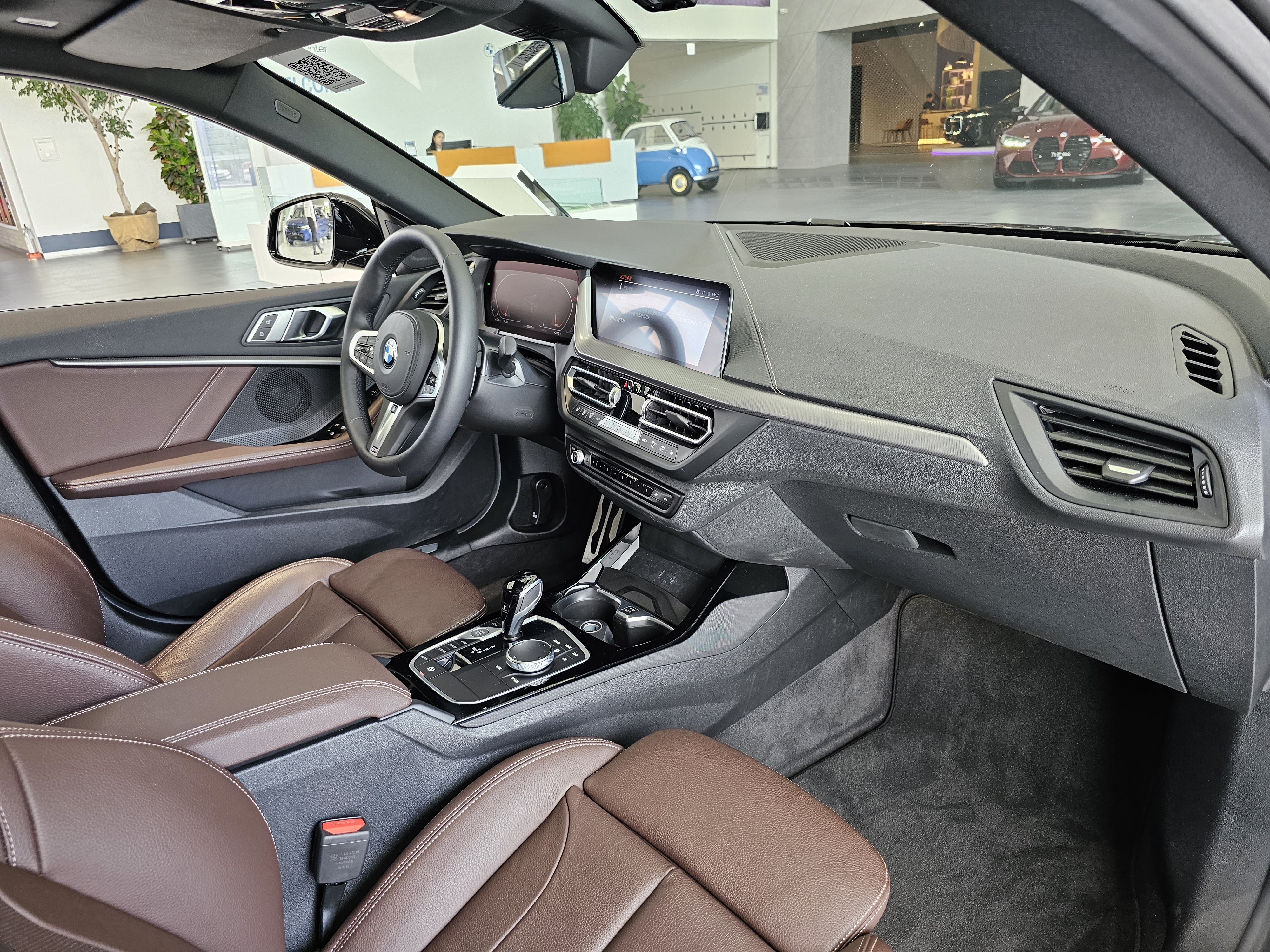
Innenraum vorn

## Technik
Die Limousine baut auf der BMW-UKL2-Plattform auf. Wie alle auf dieser Plattform basierenden Fahrzeuge hat sie Vorderradantrieb oder den Allradantrieb xDrive und keine Sechszylindermotoren. Wie alle als Gran Coupé vermarkteten BMW-Modelle hat auch der F44 rahmenlose Seitenscheiben. Der Innenraum entspricht weitgehend dem der dritten 1er-Generation.
Zum Marktstart standen für das Modell zwei Ottomotoren und ein Dieselmotor zur Auswahl. Alle in Europa angebotenen Motoren erfüllen mindestens die Euro-6d-TEMP-Abgasnorm. 2020 ergänzten weitere Motoren die Antriebspalette. Ende 2020 wurden die Motoren an die Euro 6d-Norm angepasst; beim 220i ist dadurch die Leistung etwas geringer als bei dem Motor bisher (131 statt 135 kW/178 statt 184 PS).

## Technische Daten
|                                                                  | 216i Gran Coupé (1)          | 218i Gran Coupé              | 218i Gran Coupé              | 220i Gran Coupé            | 220i Gran Coupé xDrive     | 228i Gran Coupé (2)        | 228i Gran Coupé xDrive (2) | M235i Gran Coupé xDrive    | M235i Gran Coupé xDrive    | 216d Gran Coupé                       | 218d Gran Coupé                       | 220d Gran Coupé                       | 220d Gran Coupé xDrive                |
| ---------------------------------------------------------------- | ---------------------------- | ---------------------------- | ---------------------------- | -------------------------- | -------------------------- | -------------------------- | -------------------------- | -------------------------- | -------------------------- | ------------------------------------- | ------------------------------------- | ------------------------------------- | ------------------------------------- |
| Bauzeitraum                                                      | 05/2022–10/2024              | 11/2020–10/2024              | 03/2020–11/2020              | 11/2020–10/2024            | 03/2021–10/2024            | 03/2020–10/2024            | 03/2020–10/2024            | 03/2020–11/2020            | 11/2020–10/2024            | 11/2020–10/2024                       | 07/2020–10/2024                       | 03/2020–10/2024                       | 07/2020–10/2024                       |
| Motorart                                                         | Ottomotor                    | Ottomotor                    | Ottomotor                    | Ottomotor                  | Ottomotor                  | Ottomotor                  | Ottomotor                  | Ottomotor                  | Ottomotor                  | Dieselmotor                           | Dieselmotor                           | Dieselmotor                           | Dieselmotor                           |
| Motorbauart                                                      | R3                           | R3                           | R3                           | R4                         | R4                         | R4                         | R4                         | R4                         | R4                         | R3                                    | R4                                    | R4                                    | R4                                    |
| Gemischaufbereitung                                              | Benzindirekteinspritzung     | Benzindirekteinspritzung     | Benzindirekteinspritzung     | Benzindirekteinspritzung   | Benzindirekteinspritzung   | Benzindirekteinspritzung   | Benzindirekteinspritzung   | Benzindirekteinspritzung   | Benzindirekteinspritzung   | Common-Rail-Einspritzung              | Common-Rail-Einspritzung              | Common-Rail-Einspritzung              | Common-Rail-Einspritzung              |
| Aufladung                                                        | Turbolader                   | Turbolader                   | Turbolader                   | Turbolader                 | Turbolader                 | Turbolader                 | Turbolader                 | Twin-Scroll Turbolader     | Twin-Scroll Turbolader     | Stufenaufladung aus 2 VTG-Turboladern | Stufenaufladung aus 2 VTG-Turboladern | Stufenaufladung aus 2 VTG-Turboladern | Stufenaufladung aus 2 VTG-Turboladern |
| Motortyp                                                         | B38A15                       | B38A15                       | B38A15                       | B48A20U1                   | B48A20U1                   | B48A20O0                   | B48A20O0                   | B48A20T1                   | B48A20T1                   | B37C15                                | B47C20                                | B47C20                                | B47C20                                |
| Hubraum                                                          | 1499 cm³                     | 1499 cm³                     | 1499 cm³                     | 1998 cm³                   | 1998 cm³                   | 1998 cm³                   | 1998 cm³                   | 1998 cm³                   | 1998 cm³                   | 1496 cm³                              | 1995 cm³                              | 1995 cm³                              | 1995 cm³                              |
| Verdichtungsverhältnis                                           | 11,0 : 1                     | 11,0 : 1                     | 11,0 : 1                     | 11,0 : 1                   | 11,0 : 1                   | 10,2 : 1                   | 10,2 : 1                   | 9,5 : 1                    | 9,5 : 1                    | 16,5 : 1                              | 16,5 : 1                              | 16,5 : 1                              | 16,5 : 1                              |
| Nennleistung bei 1/min                                           | 80 kW (109 PS)/ 4500–6500    | 100 kW (136 PS)/ 4500–6500   | 103 kW (140 PS)/ 4600–6500   | 131 kW (178 PS)/ 5000–5500 | 131 kW (178 PS)/ 5000–5500 | 170 kW (231 PS)/ 5000–6000 | 170 kW (231 PS)/ 5000–6000 | 225 kW (306 PS)/ 5000–6250 | 225 kW (306 PS)/ 5000–6250 | 85 kW (116 PS)/ 4000                  | 110 kW (150 PS)/ 4000                 | 140 kW (190 PS)/ 4000                 | 140 kW (190 PS)/ 4000                 |
| max. Drehmoment bei 1/min                                        | 190 Nm/ 1380–3800            | 220 Nm/ 1500–4100            | 220 Nm/ 1480–4200            | 280 Nm/ 1350–4200          | 280 Nm/ 1350–4200          | 350 Nm/ 1450–4500          | 350 Nm/ 1450–4500          | 450 Nm/ 1750–4500          | 450 Nm/ 1800–4500          | 270 Nm/ 1750–2250                     | 350 Nm/ 1750–2500                     | 400 Nm/ 1750–2500                     | 400 Nm/ 1750–2500                     |
| Getriebe, serienmäßig                                            | 6-Gang-Schaltgetriebe        | 6-Gang-Schaltgetriebe        | 6-Gang-Schaltgetriebe        | 7-Stufen-Automatikgetriebe | 8-Stufen-Automatikgetriebe | 8-Stufen-Automatikgetriebe | 8-Stufen-Automatikgetriebe | 8-Stufen-Automatikgetriebe | 8-Stufen-Automatikgetriebe | 7-Stufen-Automatikgetriebe            | 6-Gang-Schaltgetriebe                 | 8-Stufen-Automatikgetriebe            | 8-Stufen-Automatikgetriebe            |
| Getriebe, optional                                               | (7-Stufen-Automatikgetriebe) | (7-Stufen-Automatikgetriebe) | (7-Stufen-Automatikgetriebe) | –                          | –                          | –                          | –                          | –                          | –                          | –                                     | (8-Stufen-Automatikgetriebe)          | –                                     | –                                     |
| Antrieb, serienmäßig                                             | Vorderradantrieb             | Vorderradantrieb             | Vorderradantrieb             | Vorderradantrieb           | Allradantrieb xDrive       | Vorderradantrieb           | Allradantrieb xDrive       | Allradantrieb xDrive       | Allradantrieb xDrive       | Vorderradantrieb                      | Vorderradantrieb                      | Vorderradantrieb                      | Allradantrieb xDrive                  |
| Leergewicht nach EU in kg                                        | 1425 (1450)                  | 1425 (1450)                  | 1425 (1450)                  | 1505                       | 1595                       | 1539                       | 1603                       | 1645                       | 1645                       | 1505                                  | 1500 (1545)                           | 1580                                  | 1640                                  |
| max. Zuladung in kg                                              | 535 (530)                    | 535 (530)                    | 535 (530)                    | 535                        | 540                        | 424                        | 425                        | 535                        | 535                        | 550                                   | 560 (545)                             | 545                                   | 545                                   |
| max. Anhängelast in kg                                           | 1300                         | 1300                         | 1300                         | 1300                       |                            |                            |                            | –                          | –                          | 1300                                  | 1300                                  | 1300                                  | 1500                                  |
| Beschleunigung, 0 bis 100 km/h in s                              | 10,8                         | 9,2 (9,1)                    | 8,7                          | 7,1                        | 7,1                        | 6,5                        | 6,2                        | 4,9                        | 4,8–4,9                    | 10,3                                  | 8,6 (8,5)                             | 7,5                                   | 7,3                                   |
| Höchstgeschwindigkeit, km/h                                      | 200                          | 215                          | 215                          | 238                        | 234                        | 245                        | 243                        | 250 (3)                    | 250 (3)                    | 200                                   | 222                                   | 235                                   | 234                                   |
| Kraftstoffverbrauch, nach EWG-Richtlinie, kombiniert in l/100 km | 5,5 S                        | 5,5–5,9 S (4,9–5,3 S)        | 5,4–5,7 S (5,0–5,4 S)        | 5,4–5,7 S                  | 6,1–6,4 S                  | 8,4 S                      | 8,7 S                      | 6,7–7,1 S                  | 6,3–6,7 S                  | 3,8–4,1 D                             | 4,2–4,5 D                             | 4,2–4,5 D                             | 4,5–4,9 D                             |
| CO2-Emission, kombiniert in g/km                                 | 125                          | 127–136 (114–123)            | 123–131 (114–123)            | 124–132                    | 139–147                    |                            |                            | 153–162                    | 145–154                    | 99–108                                | 109–118                               | 110–120                               | 119–129                               |
| Tankinhalt, in Liter                                             | 42                           | 42                           | 42                           | 50                         | 50                         | 50                         | 50                         | 50                         | 50                         | 42                                    | 42                                    | 50                                    | 50                                    |
| Abgasnorm nach EU-Klassifikation                                 | k. A.                        | Euro 6d                      | Euro 6d-TEMP                 | Euro 6d                    | Euro 6d                    | SULEV30                    | SULEV30                    | Euro 6d-TEMP               | Euro 6d                    | Euro 6d                               | Euro 6d                               | Euro 6d                               | Euro 6d                               |

Werte in runden Klammern ( ) gelten für Fahrzeuge mit optionalem Getriebe.